# Liam Killeen
Liam Peter Killeen (Malvern, 12 april 1982) is een Brits mountainbiker en veldrijder. Hij vertegenwoordigde het Verenigd Koninkrijk driemaal op rij bij de Olympische Spelen: in 2004, 2008 en 2012. Zijn beste prestatie was de vijfde plaats bij de olympische mountainbikerace in Athene. Killeen is vijfvoudig Brits kampioen op het onderdeel cross country.

## Palmares

### Mountainbike
| Seizoen | Wereldbeker | Kampioenschappen | Overige                      | Totaal aantal zeges |
| ------- | ----------- | ---------------- | ---------------------------- | ------------------- |
| 2005    |             |                  |                              | 0                   |
| 2006    |             |                  | Gemenebestspelen             | 1                   |
| 2007    |             |                  |                              | 0                   |
| 2008    |             | BK               |                              | 1                   |
| 2009    |             | BK               |                              | 1                   |
| 2010    |             | BK               |                              | 1                   |
| 2011    |             | BK               |                              | 1                   |
| 2012    |             | BK               | Sherwood Pines, Dalby Forest | 3                   |
| 2013    |             |                  |                              | 0                   |
| 2014    |             |                  |                              | 0                   |

### Veldrijden
| Seizoen   | WK | BK     | Overige     | Totaal aantal zeges |
| --------- | -- | ------ | ----------- | ------------------- |
| 2004-2005 |    | Zilver | Ipswich     | 1                   |
| 2005-2006 |    | Zilver |             | 0                   |
| 2006-2007 |    |        |             | 0                   |
| 2007-2008 |    | Zilver |             | 0                   |
| 2008-2009 |    |        |             | 0                   |
| 2009-2010 |    |        |             | 0                   |
| 2010-2011 |    | Brons  | Ipswich     | 1                   |
| 2011-2012 |    | Zilver | Shrewsburry | 1                   |
| 2012-2013 |    |        |             | 0                   |
| 2013-2014 |    |        |             | 0                   |

### Jeugd
- EK Mountainbike: 2000 (junioren)
- BK Mountainbike: 2000 (junioren), 2002, 2003 en 2004 (beloften)
- BK veldrijden: 2000 (junioren), 2001 en 2004 (beloften)